# John Hendley Barnhart
John Hendley Barnhart ( 4 de octubre de 1871 Brooklyn, Nueva York- 1949) fue un botánico estadounidense.
En 1896 se graduó en la Universidad de Columbia. De 1908 a 1926, y de nuevo en 1932 fue vicepresidente de la biblioteca del Jardín Botánico de Nueva York. En 1907 fue bibliotecario de la misma institución, cuando Anna Murray Vail, su primera bibliotecaria, se jubiló.
Luego de contraer matrimonio y de mudarse a Jessamine, Florida, Estados Unidos, realizó exhaustivas colecciones de la flora del lugar. En 1914 se mudó a Tarrytown y luego a Bronx. En 1903 fue asistente del personal del Jardín Botánico de Nueva York, con responsabilidades sobre la edición de su boletín, las memorias y la revista científica que esa institución publicaba. En 1905 comenzó a aparecer Flora of North America y Barnhart fue el responsable de las revisiones de los manuscritos.
El denominado "archivo bibliográfico de Barnhart" consistía en unas 50.000 tarjetas con profusa información bibliográfica. El Jardín Botánico de Nueva York lo ha ido ampliando notablemente continuando la tarea de Barnhart y está microfilmado, con copias a disposición de los interesados.

## Obra
- A New Utricularia from Long Island. 5 pp. 1907

- The published work of Lucien Marcus Underwood, en Bulletin of the Torrey Botanical Club 35 (1908): 17-38.

- Some American botanists of former days, 1909

- Some fictitious botanists, 1919

- "Sartwell, Henry Parker (1792-1867)" en Am. Medical Biographies, ed. Howard A. Kelly (1920)

- Biographical notes upon botanists. Compiló John Hendley Barnhart y mantenido en el New York Botanical Garden Library, 1965

- Ferns of the southeastern states. Descriptions of the fern-plants growing naturally in the state south of the Virginia-Kentucky state line and east of the Mississippi river (con John Kunkel Small, 1938

## Honores
Miembro de
- comité editorial de la revista Addisonia. Se retiró en 1941

### Eponimia
Género
- (Polygalaceae) Barnhartia Gleason[2]

Especies
- (Euphorbiaceae) Euphorbia barnhartii Croizat[3]
- La abreviatura «Barnhart» se emplea para indicar a John Hendley Barnhart como autoridad en la descripción y clasificación científica de los vegetales.[4]